# 9289 Balau
A 9289 Balau (ideiglenes jelöléssel (9289) 1981 QR3) a Naprendszer kisbolygóövében található aszteroida. Henri Debehogne fedezte fel 1981. augusztus 26-án.